# Michelle Dee
Michelle Daniela Marquez Dee (sinh ngày 24 tháng 4 năm 1995 ) là một nữ diễn viên, người mẫu và hoa hậu người Philippines đã đăng quang Hoa hậu Hoàn vũ Philippines 2023. Cô đại diện cho Philippines tại cuộc thi Hoa hậu Hoàn vũ 2023 và lọt Top 10 chung cuộc.
Dee trước đó đã giành chiến thắng tại Hoa hậu Thế giới Philippines 2019. Cô đại diện cho Philippines tại cuộc thi Hoa hậu Thế giới 2019 ở London, Anh và lọt vào Top 12.

## Tiểu sử

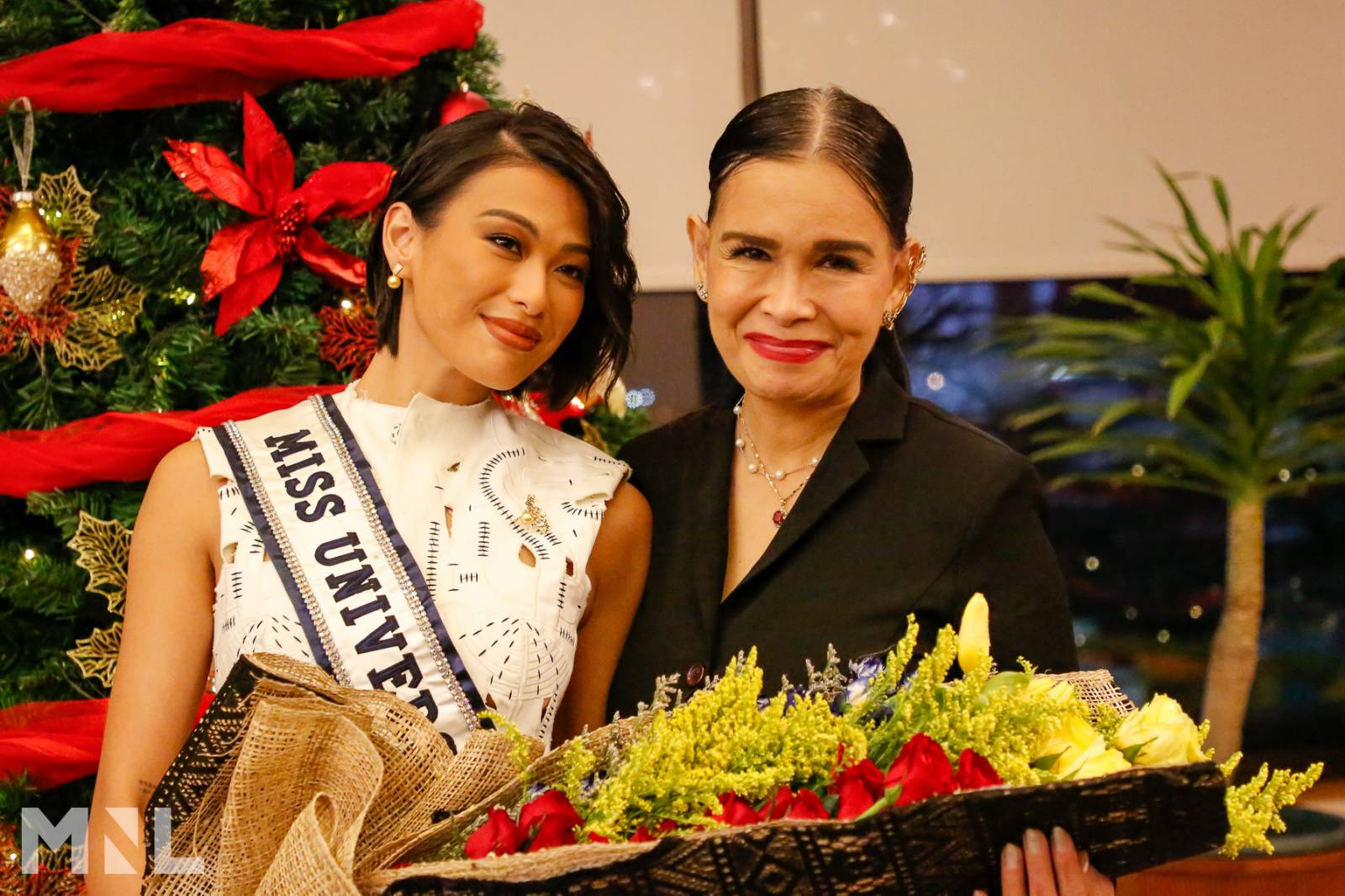
Dee cùng mẹ là Melanie Marquez vào năm 2023

Michelle Daniela Marquez Dee sinh ra ở Makati, Vùng đô thị Manila vào ngày 24 tháng 4 năm 1995, là con của một doanh nhân và cựu diễn viên Frederick "Derek" Dee và là nữ diễn viên, tác giả, cựu siêu mẫu và nữ hoàng sắc đẹp Melanie Marquez, người đã đăng quang Hoa hậu Quốc tế 1979. Cô có một chị gái, Maxine, và bốn người chị em cùng mẹ khác cha—Miguelito, Mazen, Adam Jr., và Abraham. Dee đã dành một khoảng thời gian đáng kể thời thơ ấu của mình trong trang trại của gia đình họ ở Utah, Hoa Kỳ trong các kỳ nghỉ hè và kỳ nghỉ cùng gia đình. Cô lớn lên với tình yêu thương với các loài động vật trong trang trại và tận hưởng vùng nông thôn, cả ở Utah và khu vườn của gia đình cô ở Mabalacat, Pampanga.
Dee theo học Đại học De La Salle ở Manila và tốt nghiệp với bằng tâm lý học. Vào năm 2021, cô đã hoàn thành chương trình chứng chỉ về các yếu tố cần thiết cho tinh thần kinh doanh của Trường Kinh doanh Harvard.

## Các cuộc thi sắc đẹp

### Hoa hậu Thế giới Philippines 2019
Vào ngày 15 tháng 9 năm 2019, Dee đăng quang Hoa hậu Thế giới Philippines 2019 tại Smart Araneta Coliseum ở Thành phố Quezon, Vùng đô thị Manila. Đêm chung kết gồm các phần thi trang phục áo tắm, trang phục dạ hội và hai phần thi vấn đáp. Cô đã tranh tài và giành chiến thắng trước 39 thí sinh khác, đồng thời đăng quang Hoa hậu Thế giới Philippines 2018 Katarina Sonja Rodriguez vào cuối sự kiện. Trong cuộc thi, Dee đã giành được sáu giải thưởng đặc biệt: Hoa hậu thể thao của Fila, Hoa hậu GCOX, Hoa hậu có làn da đẹp nhất của Cathy Valencia, Hoa hậu Bench, Hoa hậu Myra E và Hoa hậu Bluewater Day Spa.

### Hoa hậu Thế giới 2019
Với tư cách là Hoa hậu Thế giới Philippines 2019, Dee đại diện cho Philippines trong cuộc thi Hoa hậu Thế giới 2019 tại Sân vận động ExCel ở London, Anh, Vương quốc Anh vào ngày 14 tháng 12 năm 2019.
Trong vòng sơ loại, Dee đã giành chiến thắng trong cả hai vòng Thử thách đối đầu của nhóm cô ấy, giúp cô ấy có một suất trong Top 40 thí sinh bán kết. Cô cũng lọt vào Top 40 của cuộc thi Người mẫu hàng đầu và Top 20 của Người đẹp có mục đích.
Trong đêm chung kết, Michelle Dee được gọi tên trong Top 40 và lọt vào Top 12 bán kết.

### Hoa hậu Hoàn vũ Philippines
Vào ngày 6 tháng 4 năm 2022, cô được công bố là ứng cử viên chính thức cho cuộc thi Hoa hậu Hoàn vũ Philippines 2022. Kết thúc đêm đăng quang, cô đăng quang Hoa hậu Hoàn vũ Du lịch Philippines 2022, đứng sau người chiến thắng chung cuộc là Celeste Cortesi.
Vào ngày 18 tháng 2 năm 2023, cô được công bố là ứng cử viên chính thức cho cuộc thi Hoa hậu Hoàn vũ Philippines 2023.
Tại cuộc thi sơ khảo, cô đã giành được giải thưởng Miss Aqua Boracay, Miss Pond's và Miss Zion Philippines. Trong đêm đăng quang, cô đoạt giải Người mặc trang phục dạ hội đẹp nhất.
Kết thúc cuộc thi, cô được Hoa hậu Hoàn vũ Philippines 2022 Celeste Cortesi trao vương miện Hoa hậu Hoàn vũ Philippines 2023.

### Hoa hậu Hoàn vũ 2023
Dee đại diện cho Philippines tại cuộc thi Hoa hậu Hoàn vũ 2023 diễn ra ở El Salvador vào cuối năm nay. Cô dừng chân ở vị trí Top 10 chung cuộc.

## Đóng phim
| Năm       | Tựa phim                    | Vai diễn                | Kênh        | Tham khảo |
| --------- | --------------------------- | ----------------------- | ----------- | --------- |
| 2019–2020 | Glow Up                     | Herself - Host          | GMA News TV | [ 23 ]    |
| 2019      | Because I Love You          | Gianna                  |             |           |
| 2019      | Love You Two                | Michaela "Mochi" Isidro | GMA Network | [ 24 ]    |
| 2019      | One of the Baes             | young Alona Aragoza     | GMA Network | [ 25 ]    |
| 2021      | Agimat ng Agila             | Serpenta                | GMA Network | [ 26 ]    |
| 2021      | I Left My Heart in Sorsogon | Hazelyn "Hazel" Pangan  | GMA Network | [ 27 ]    |